# Umarm die Welt mit mir
Umarm die Welt mit mir – drugi album Laury Wilde, wydany w 2013 roku.

## Lista utworów
1. Umarm die Welt mit mir
2. Hände hoch
3. Mein Herz versteht spanisch
4. Ich schenk Dir mein Herz (Zum Geburtstag)
5. Schluss mit lustig
6. Gibt es noch Helden
7. Ausgerechnet Du
8. Das ist Sehnsucht
9. Heute Nacht
10. Weil es in den Sternen steht
11. Warte bis es dunkel wird
12. Kleine Pause von der Welt

## Twórcy
- Teksty: Uwe Busse, Tobias Reitz
- Wykonawcy: 
  - Laura Wilde - wokal
  - Christoff - wokal
  - Uwe Busse - kompozytor, producent muzyczny